# Sazoniwka (obwód połtawski)
Sazoniwka (ukr. Сазонівка) – wieś na Ukrainie, w obwodzie połtawskim, w rejonie łubieńskim, w hromadzie Orżycia. W 2001 liczyła 1019 mieszkańców.